# Regione Nord Est
La regione Nord Est (ufficialmente North East Region, in inglese) è una regione del Ghana, il capoluogo è la città di Nalerigu.
La regione è stata costituita nel 2019 smembrando una parte della regione Settentrionale.

## Distretti
La regione è suddivisa in 6 distretti
| Distretto                              | Capoluogo  | Tipo                 |
| -------------------------------------- | ---------- | -------------------- |
| Distretto di Bunkpurugu Nyankpanduri   | Bunkpurugu | Distretto ordinario  |
| Distretto di Chereponi                 | Chereponi  | Distretto ordinario  |
| Distretto municipale di Mamprusi Est   | Nalerigu   | Distretto municipale |
| Distretto di Mamprugu Moagduri         | Yagaba     | Distretto ordinario  |
| Distretto municipale di Mamprusi Ovest | Walewale   | Distretto municipale |
| Distretto di Yunyoo-Nasuan             | Yunyoo     | Distretto ordinario  |